# Treadstone
Treadstone è una serie televisiva statunitense, collegata e basata sulla serie di film Bourne. Una "anteprima speciale" del pilota è andata in onda su USA Network il 24 settembre 2019, in vista della première del 15 ottobre 2019. La serie è stata creata da Tim Kring, che è anche produttore esecutivo insieme a Ramin Bahrani, Ben Smith, Jeffrey Weiner, Justin Levy, Bradley Thomas e Dan Friedkin. La serie è stata cancellata nel maggio 2020, dopo una stagione.

## Trama
Treadstone esplora la storia delle origini e le azioni attuali di un programma fittizio di operazioni segrete della CIA conosciuto come Operazione Treadstone; un programma segreto che utilizza un protocollo di modifica del comportamento per trasformare le reclute in assassini quasi sovrumani. La serie segue gli agenti dormienti in tutto il mondo mentre vengono misteriosamente "svegliati" per riprendere le loro missioni mortali. Il programma scompone le personalità di questi assassini, cancella i loro ricordi ed elimina il loro codice morale in modo che possano effettivamente uccidere obiettivi in tutto il mondo.
La serie esplora l'eredità di Treadstone e inizia con un incidente avvenuto a Berlino Est nel 1973. Si tratta di John Randolph Bentley, uno degli agenti del programma, che sfugge ai suoi rapitori sovietici. La storia poi si spinge fino ai giorni nostri, seguendo un gruppo di risorse che vengono "attivate" con la forza o risvegliate dopo un momento di forte tensione.

## Episodi
| Stagione       | Episodi | Prima TV USA | Prima TV Italia |
| -------------- | ------- | ------------ | --------------- |
| Prima stagione | 10      | 2019         | 2020            |

## Personaggi e interpreti

### Principali
- John Randolph Bentley, interpretato da Jeremy Irvine.
- Petra da giovane, interpretata da Emilia Schüle, doppiata da Giulia Tarquini.
- Tara Coleman, interpretata da Tracy Ifeachor, doppiata da Monica Bertolotti.
- Matt Edwards, interpretato da Omar Metwally, doppiato da Andrea Ward.
- SoYun Pak, interpretata da Han Hyo-joo, doppiata da Valentina De Marchi.
- Doug McKenna, interpretato da Brian J. Smith, doppiato da Roberto Certomà.
- Petra Andropov, interpretata da Gabrielle Scharnitzky, doppiata da Stefania Romagnoli.
- Ellen Becker, interpretata da Michelle Forbes, doppiata da Laura Boccanera.

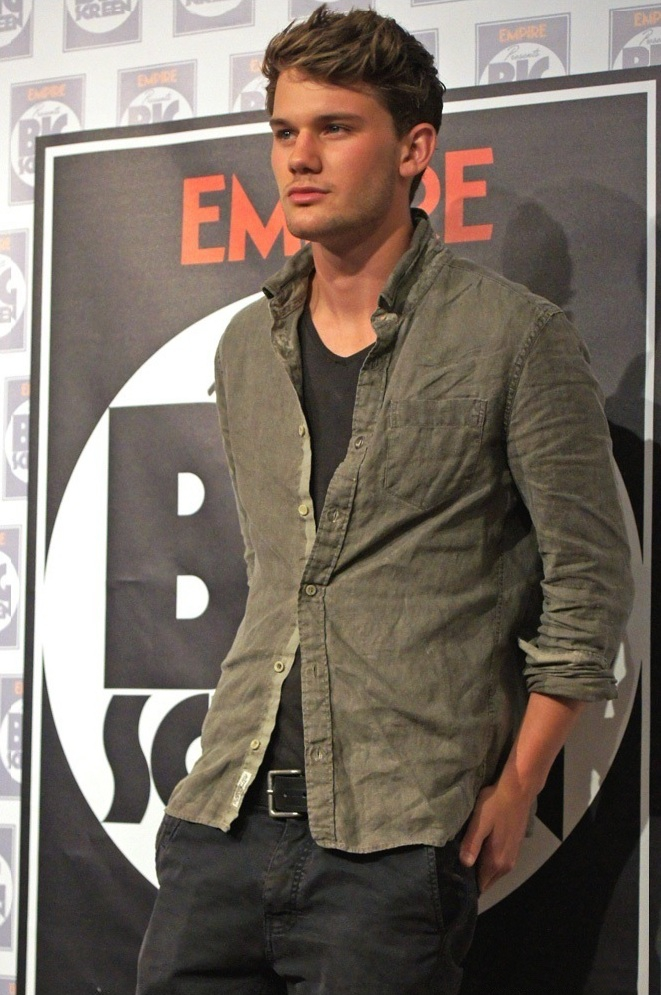
Jeremy Irvine interpreta John Randolph Bentley
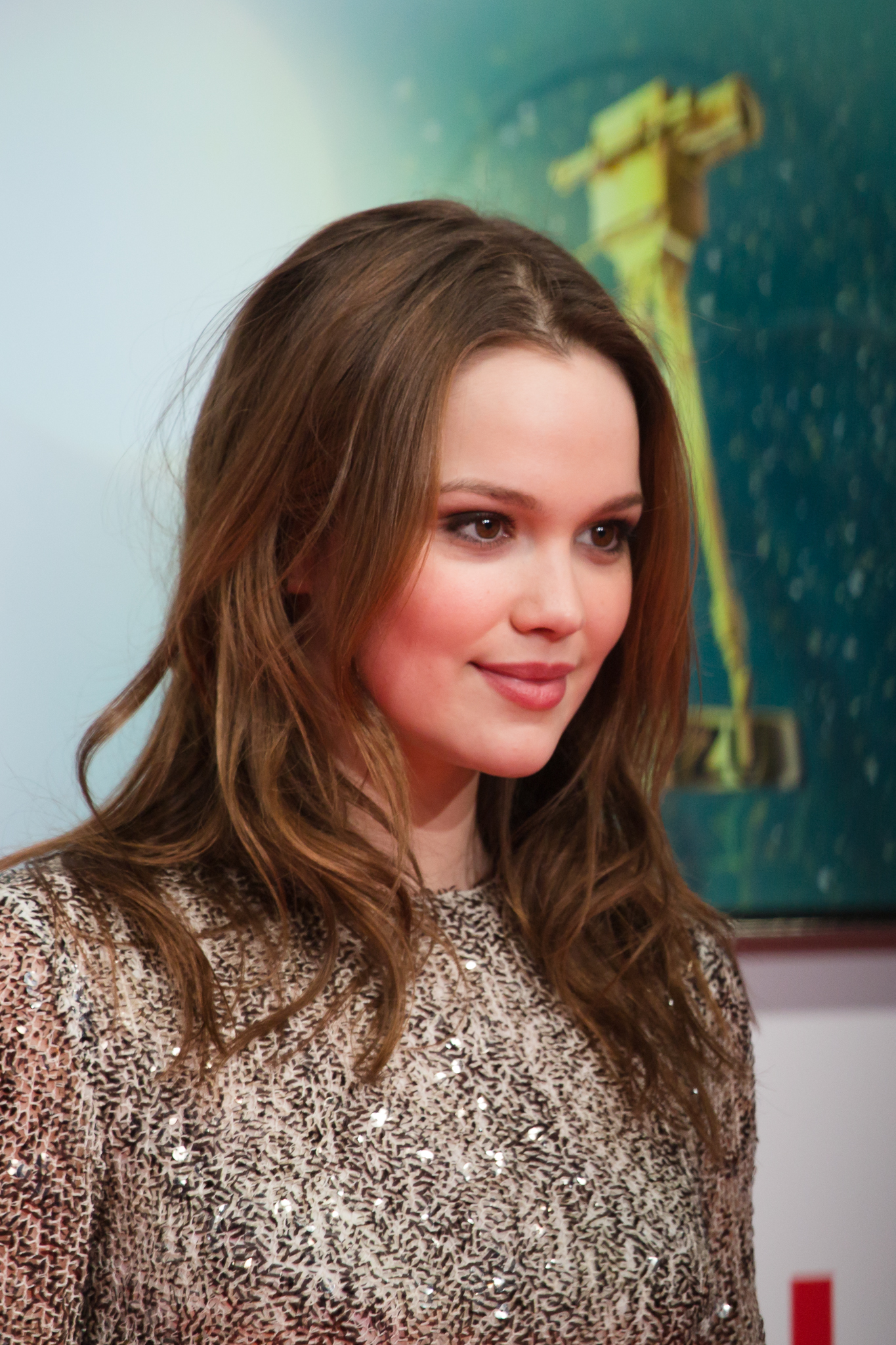
Emilia Schüle interpreta Petra da giovane
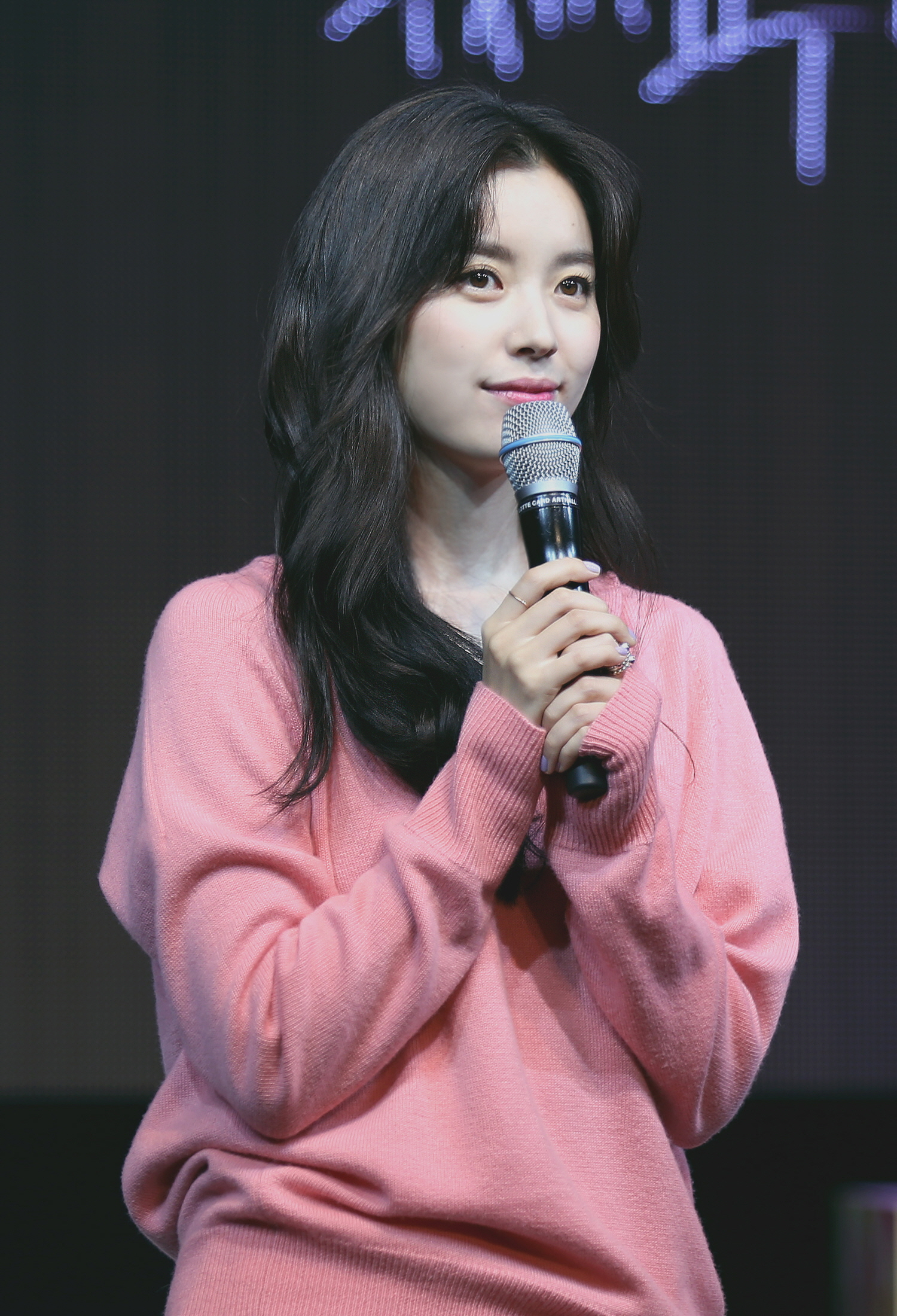
Han Hyo-joo interpreta SoYun Pak
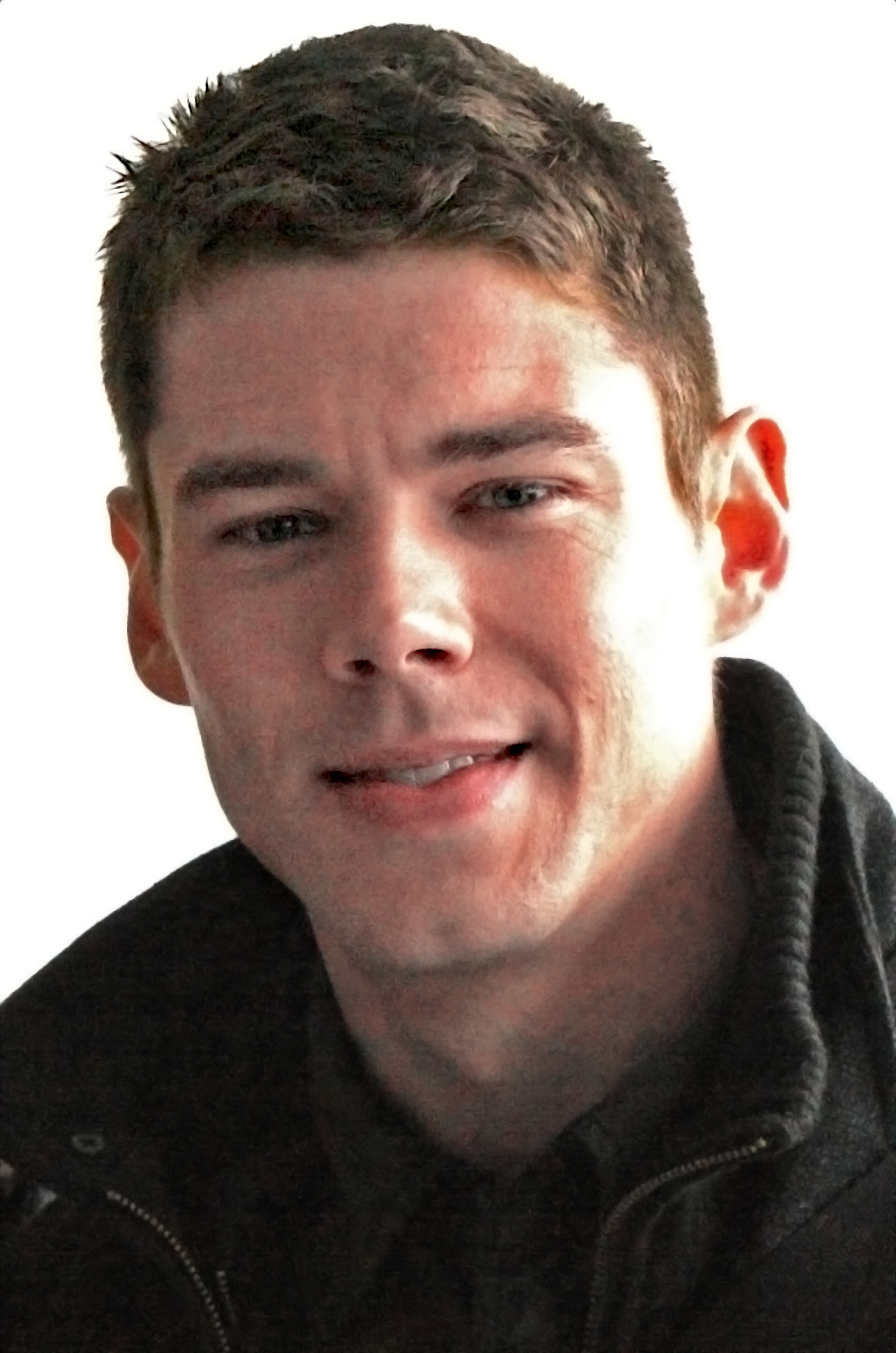
Brian J. Smith interpreta Doug McKenna
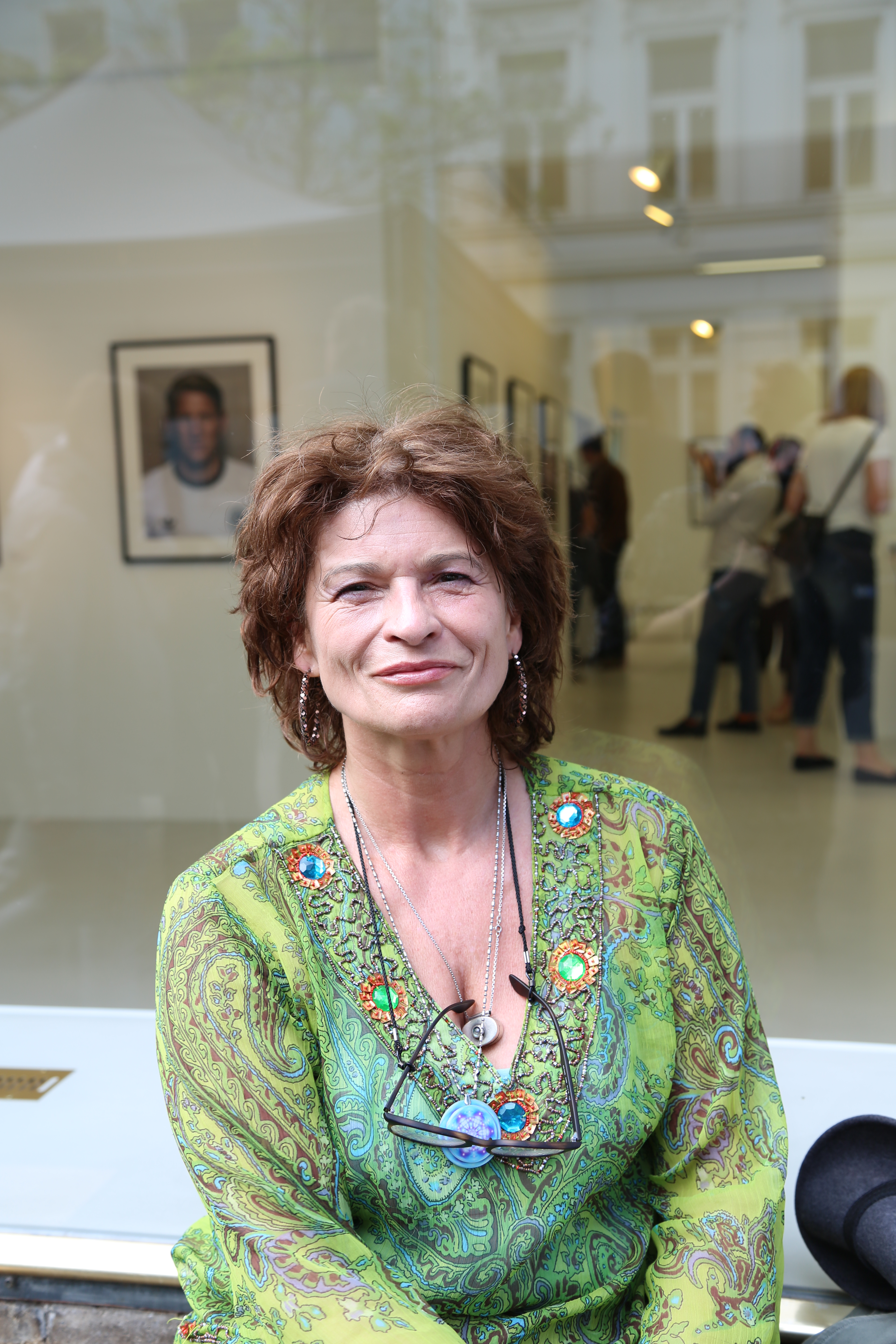
Gabrielle Scharnitzky interpreta Petra Andropov
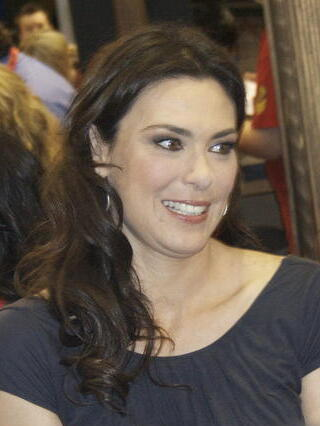
Michelle Forbes interpreta Ellen Becker

### Ricorrenti
- Dan Levine, interpretato da Michael Gaston, doppiato da Massimo De Ambrosis.
- Dae Pak, interpretato da Jung Woo Seo.
- Samantha McKenna, interpretata da Tess Haubrich.
- Stephen Haynes, interpretato da Patrick Fugit, doppiato da David Chevalier.
- Colonnello Shin, interpretato da Lee Jong-hyuk.
- Matheson, interpretato da Oliver Walker, doppiato da Stefano Brusa.
- Nira Patel, interpretata da Shruti Haasan.
- Mike, interpretato da Ian Davies.
- Jin Woo, interpretato da Minjun Woo.
- Ferguson, interpretato da Tom Mothersdale.
- Dr. Meisner, interpretato da Martin Umbach.
- Dr. Martin Wells, interpretato da Finbar Lynch.
- Yuri Leniov, interpretato da Merab Ninidze.
- Dennis Kohler, interpretato da Jamie Parker.
- Anna Collier, interpretata da Cosima Shaw.
- Leo Biller, interpretato da Paul Thornley.
- Colonnello Li, interpretato da Dong Hyun Baek.
- Spencer, interpretato da Emmett J. Scanlan.
- Tom Becker, interpretato da David Michaels.
- Yuri Leniov da giovane, interpretato da Julian Kostov.
- Carol, interpretata da Kerry Godliman.
- Meghan Addo, interpretata da Racheal Ofori.
- Sebastian Blair, interpretato da Eric Kofi-Abrefa.
- Pete Wilson, interpretato da Joe Corrigall.
- Dragunov, interpretato da Zoltán Karácsonyi.
- Nolan Lavelle, interpretato da Set Sjöstrand.
- Oleg Popov, interpretato da Stanislaw Banasiuk.
- Senatore Eamon Wray, interpretato da Tim Ahern.
- Marten Van Roon, interpretato da Jan Hammenecker.
- Jang-Mi Kwon, interpretata da Jini Lee.
- Gloria Sachs, interpretata da Emma Campbell-Jones.
- Sungmi, interpretata da Ye-na Kang.
- Katya, interpretata da Maja Simonsen.
- Goatee, interpretato da Jamie Andrew Cutler.
- Andy Moore, interpretato da Adam Astill.
- Gabe Becker, interpretato da Georgie Farmer.
- Lowell, interpretato da Dylan Smith.
- Venditrice di biglietti, interpretata da Yvette Feuer.
- Dimitri, interpretato da Eduard Buhac.
- Karoli, interpretato da Roderick Hill.
- Greg Sanders, interpretato da Donald Sage Mackay.
- Max, interpretato da Marek Vasut.
- Yumi, interpretato da Joo-sil Lee.
- Generale Kwon, interpretato da Tzi Ma.
- Macy, interpretato da Daniel Weyman.
- Dr. Sachs, interpretato da Alan McKenna.
- Patty Vernon, interpretata da Charlotte Palmer.

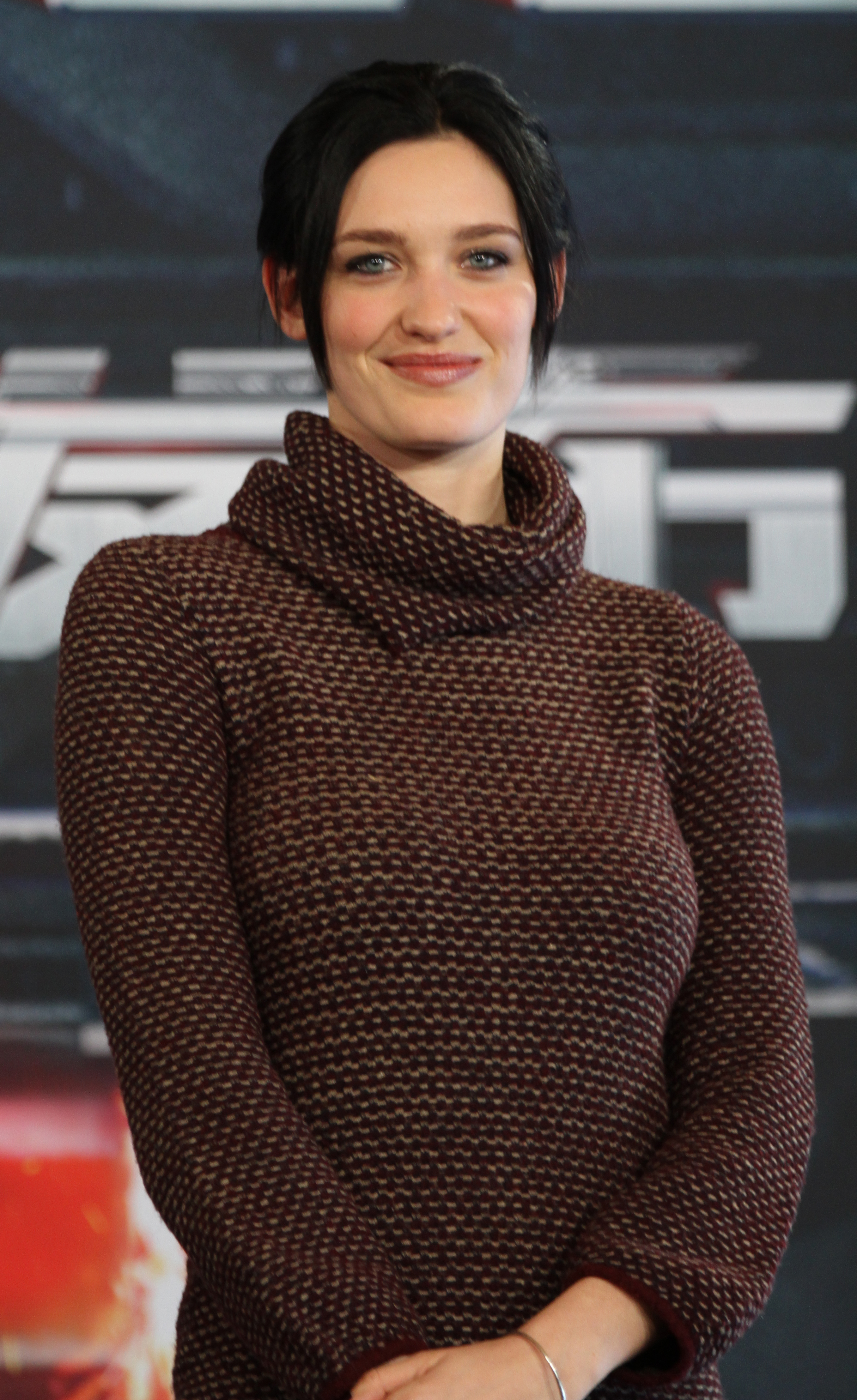
Tess Haubrich interpreta Samantha McKenna
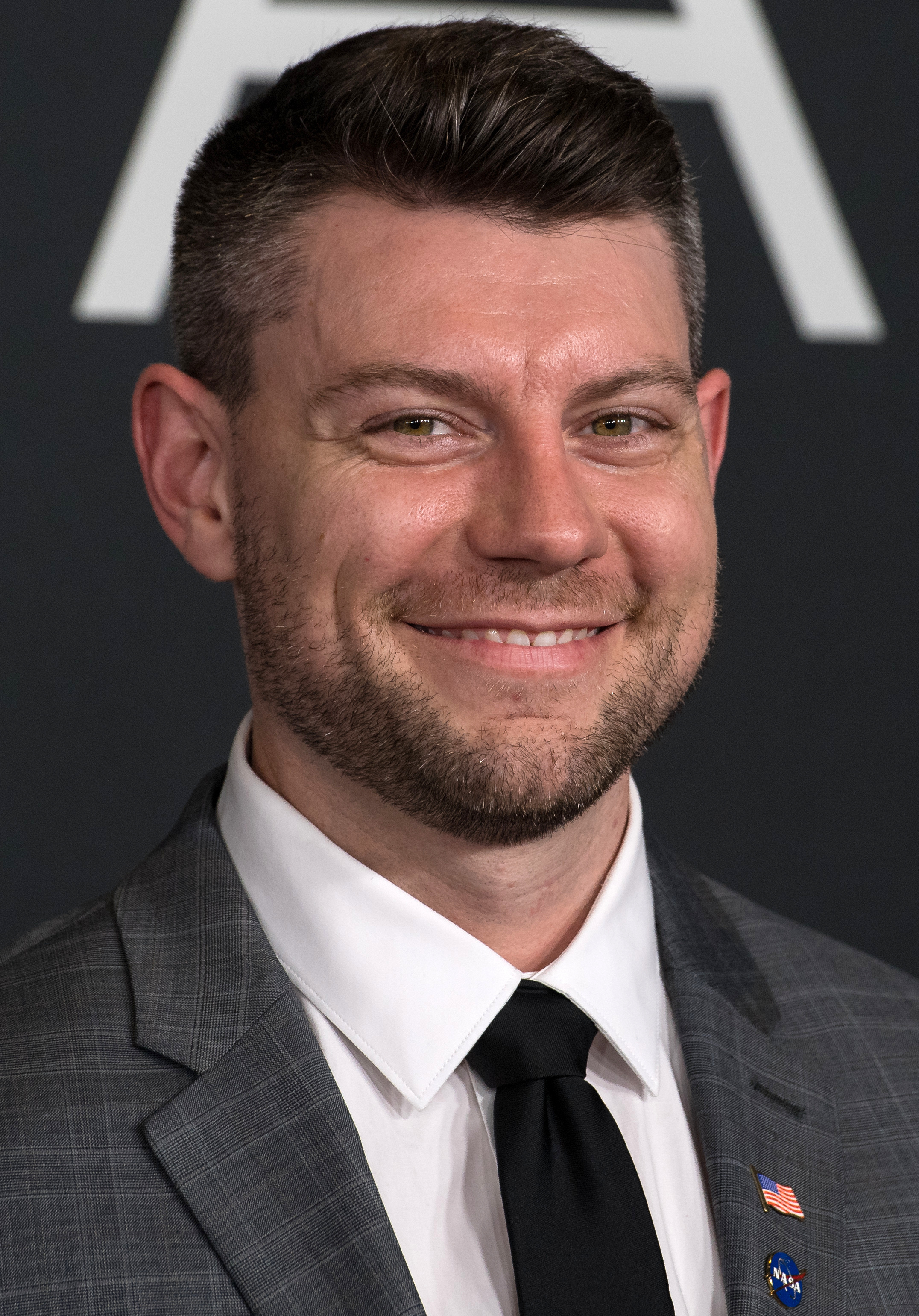
Patrick Fugit interpreta Stephen Haynes
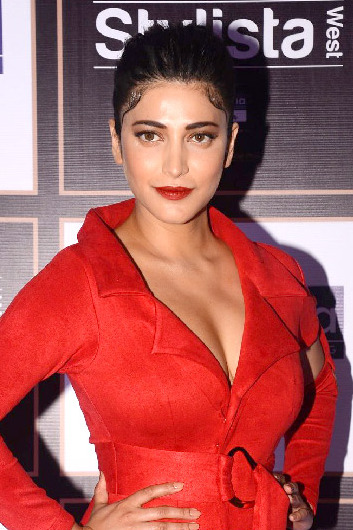
Shruti Haasan interpreta Nira Patel
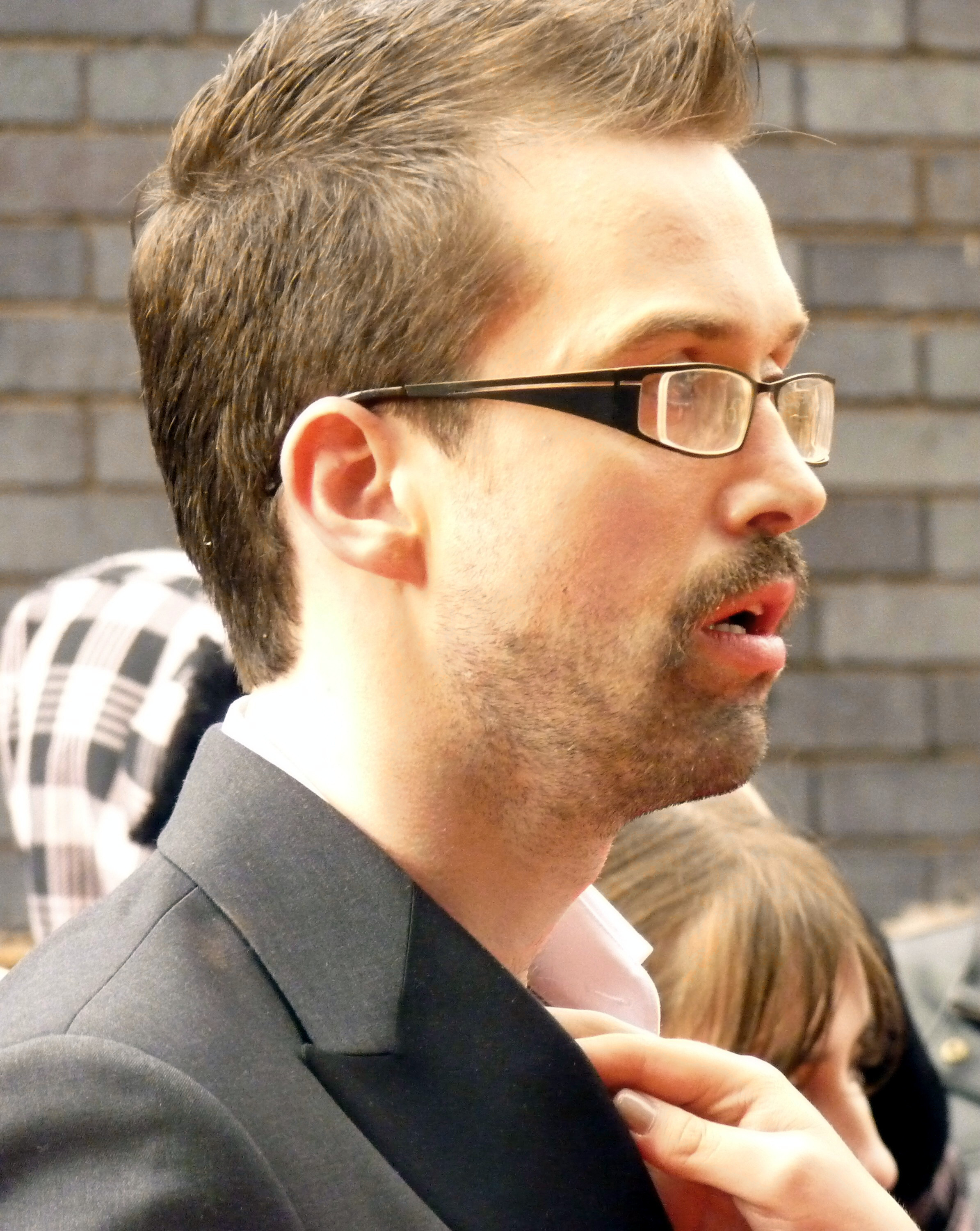
Emmett J. Scanlan interpreta Spencer
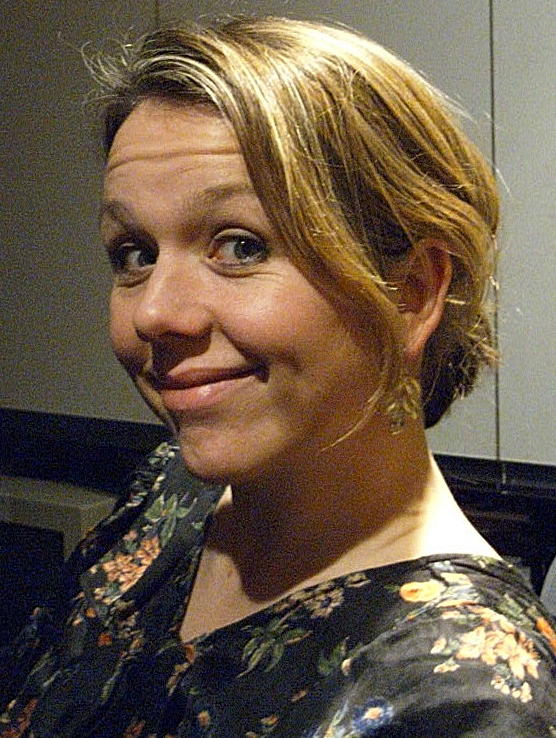
Kerry Godliman interpreta Carol
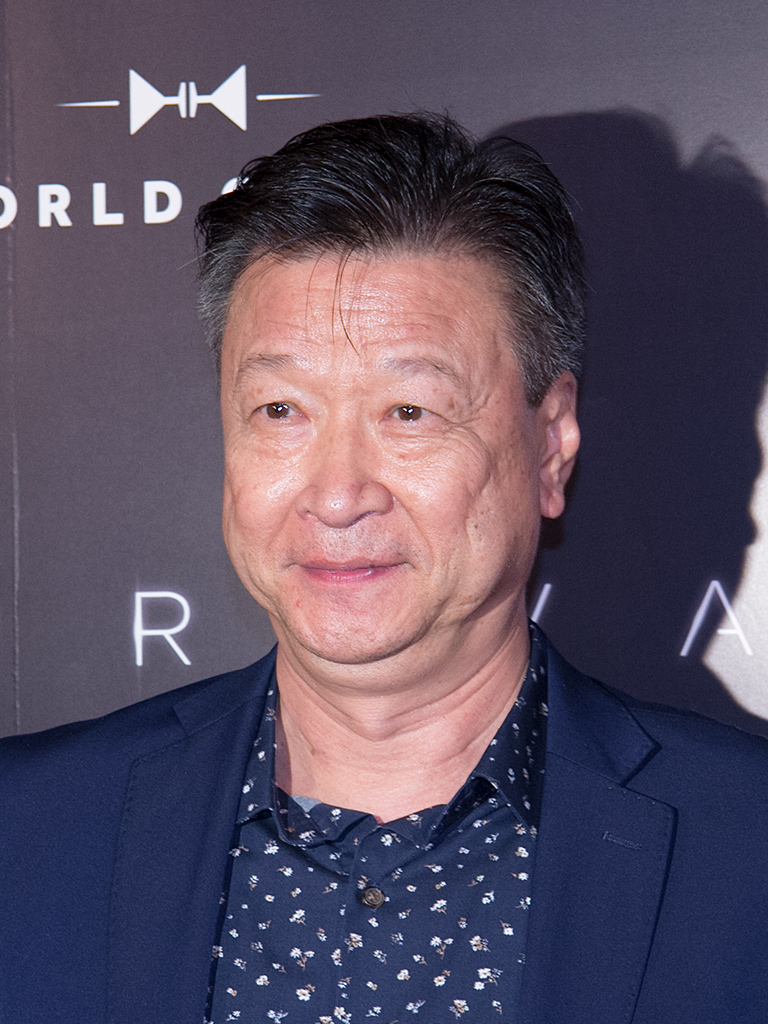
Tzi Ma interpreta il generale Kwon

## Produzione

### Regia
Il 12 aprile 2018 è stato annunciato che la USA Network aveva dato alla produzione un ordine pilota. L'episodio è stato scritto da Tim Kring e dovrebbe essere diretto da Ramin Bahrani, entrambi destinati ad agire come produttori esecutivi insieme a Ben Smith, Jeffrey Weiner, Justin Levy e Bradley Thomas. Le società di produzione coinvolte nel progetto pilota erano composte da Universal Content Productions, Captivate Entertainment e Imperative Entertainment. Il 16 agosto 2018, è stato riferito che USA Network aveva deciso di rinunciare al processo pilota e di emettere invece un ordine di produzione della serie. Inoltre, è stato riferito che Dan Friedkin si stava unendo alla serie come produttore esecutivo.
Il 17 dicembre 2019 la serie è stata cancellata, dopo una stagione.

### Cast
L'8 novembre 2018 è stato annunciato che Jeremy Irvine e Brian J. Smith hanno avuto un ruolo da protagonisti. Il 14 gennaio 2019, è stato annunciato che Omar Metwally, Tracy Ifeachor, Han Hyo-joo, Gabrielle Scharnitzky ed Emilia Schüle si erano uniti al cast principale. Michelle Forbes, Michael Gaston e Shruti Haasan sono stati aggiunti successivamente, insieme a Patrick Fugit e Tess Haubrich che appaiono anche in veste ricorrente.

### Riprese
La riprese principali della serie sono state iniziate a gennaio 2019 a Budapest.

## Distribuzione
Fuori dagli Stati Uniti, la serie è stata distribuita in anteprima sulla piattaforma Prime Video di Amazon il 10 gennaio 2020.

## Accoglienza
Treadstone ha ricevuto un punteggio metacritic di 47 basato su sette critiche, indicando recensioni contrastanti o medie. Rotten Tomatoes ha dato un punteggio di approvazione del 44% sulla base di 18 critiche, si legge il suo consenso: "Mentre Treadstone è così ricco di azione e frenetico come ci si aspetterebbe dall'universo di Bourne, gli manca lo slancio narrativo e la coesione necessari per distinguerlo".